# Lutins (Louis Aubert)
Lutins, op. 11 est une toccata pour piano, composée par Louis Aubert en 1903.

## Présentation
Selon Guy Sacre, ces pages « bruissantes (en la majeur, Très vif) », composées par Louis Aubert en 1903 ont « les séductions à la fois du deuxième Fauré et du premier Debussy. Toccata non point masculine comme celles de Czerny, de Schumann, de Ravel ou de Prokofiev, où prédominent doubles notes et jeu du poignet, mais féminine comme celle de Debussy ou de Poulenc, perlée de gammes, frémissante d'accords brisés ».

## Postérité
René Dumesnil considère que les Lutins « méritent leur succès auprès des pianistes ». En 1987, Aubert est absent du Guide de la musique de piano réalisé sous la direction de François-René Tranchefort. Son œuvre est progressivement redécouverte au début du XXIe siècle.

## Discographie
- Cristina Ariagno — Louis Aubert, Piano Works, Brilliant Classics 9064, 2009.
- Stéphanie Moraly (violon), Romain David (piano) — Louis Aubert, Intégrale de l'œuvre pour violon et piano (Sonate pour violon et piano, Caprice, Aubade, Madrigal), Sillages, Romances, Lutins, Trois esquisses, Azur AZC 166, Festival international Albert-Roussel, 22-25 septembre 2018 ;